# Melanothrix lativitta
Melanothrix lativitta är en fjärilsart som beskrevs av Rothschild. Melanothrix lativitta ingår i släktet Melanothrix och familjen Eupterotidae. Inga underarter finns listade i Catalogue of Life.